# Ada Martí Vall
Ada Martí Vall (Barcelona, 29 de juny de 1914 - París, 1 de desembre de 1960) fou una periodista i escriptora catalana d'ideologia anarquista. Tot i que en bases de dades i articles sobre la seva activitat indiquen que el seu nom oficial era Maria de la Concepció Martí Fuster, sembla que pot ser una confusió i en realitat es deia Concepció Martí Vall. A l'inici de la Guerra Civil fou de la Federació Estudiantil de Consciències Lliures (FECL). Exiliada a París, va morir d'una sobredosi de somnífers amb 46 anys.

## Biografia
Nascuda a Barcelona en el sí d'una família de classe obrera, estudiava psicologia, es cartejava amb Pío Baroja i citava amb profund coneixement Kierkegaard, Unamuno, Freud, Wilhem Reich, Romain Rolland, Rebelais, Gide, etc.
Des de molt jove es va identificar amb el nihilisme i el pessimisme existencial de Schopenhauer i Nietzche. Formava part del grup racionalista Los idealistas Prácticos, fundat pel metge Félix Martí Ibáñez, militava a la FECL i era assídua assistent a les tertúlies de la CNT-FAI organitzades per Rodolfo González Pacheco, un dramaturg argentí fundador del Teatro del Pueblo, en les quals també intervenien Simón Radowitzki, Vicente Tomé, António Casanova (fundador de la FORA argentina) la seva amiga Dolores (Eva) Cascante i altres. En aquestes reunions, es va enamorar del pedagog argentí José Mª Lunazzi, miliciá de la Columna Durruti, amb qui va trencar rotundament el dia que el va veure vestit de militar. Dona inconformista i iconoclasta, rebutjava el culte a la personalitat i va escriure artícles contra la deïficació de Durruti i Ascaso.
Va tenir un paper destacat en l'obra dels Instituts obrers i publicà relats i artícles sobre l'alliberament i el paper de la dona a la revolució, col·laborant en les publicacions: La Revista Blanca (secció Novela ideal) Estudios, Evolución, Esfuerzo, Ruta, El amigo del pueblo, Tierra y Libertad, Mujeres Libres, Acracia etc. A finals de 1937 va intervenir en un congrés a València, on es va fundar la Federació Ibèrica d'Estudians Revolucionàris (FIER) i va dirigir la revista Fuego, malgrat que va tenir diversos enfrontaments amb Serafí Aliaga Lledó, membre del Comité Nacional de la CNT.
Exiliada a França a la fí de la Guerra civil, va portar una vida nòmada i semi-clandestina. Durant la Segona Guerra Mundial va ajudar els refugiats espanyols, però no va participar mai a la Resistència francesa, ni va voler col·laborar amb els estalinistes. Tampoc va reingressar a la CNT a causa de greus discrepàncies i malentesos. Va mantenir una intensa relació amb l'argentina Dolores (Eva) Cascante, a la qual va ajudar en circumstàncies difícils, quan fou acusada de col·laboracionisme. Ada era una dona lliure, amb una intensa vida amorosa i avorria el matrimoni, però inexplicablement es casà amb un professor danès i el 1948 van tenir un fill. El setembre d'aquell mateix any es va divorciar, va obtenir la custòdia del nen Frederic, i va fixar la seva residència a París.
Es va interessar per l'existencialisme i freqüentava el Cafè de Flore, Édith Piaf i la bohèmia parisina. Recomanava les lectures de Sartre, Albert Camus, Simone de Beauvoir, etc. Es va enamorar del rus Boris, un llibreter benestant que li va comprar una "boite" (parada de llibres d'ocasió) al costat del Sena. Van conviure al Boulevard Raspail i el 1952 va néixer la Clàudia, Boris però, també les va abandonar. Al cap de poc conegué Roland i visqué amb ell al Boulevard Saint-Germain. Els problemes econòmics i el seu estat anímic es van agreujar i Roland va desaparèixer de la seva vida. El nens vivien en un pensionat i el 1956 sentint-se incapaç de fer-se'n càrrec, va demanar a la seva amiga Anna Sánchez que els adoptés. Devant de la negativa, l'endemà va simular un intent de suïcidi.
El deserrelament, la llunyania de la família, les privacions econòmiques i la impossibilitat de dedicar-se plenament a la literatura, van afectar greument la seva salut física i psíquica. El 1957 el seu amic Abel Paz (Diego Camacho Escámez) la va trobar casualment, vivia a Notre-Dame des Champs, a prop de Montparnasse, tenia una relació amb l'exiliat hungarès Georges Villa i subsistia com a bouquiniste, venent llibres d'ocasió al Quai des Grandes Agustins, al costat del Pont Neuf, on no faltava mai una caixa (boite) plena de literatura espanyola.
El 29 agost 1959 en una intervenció quirúrgica de baix risc, moria el seu fill Frederic al no recuperar-se de l'anestèsia. Ada no ho va poder superar i víctima d'una depressió profunda, va morir el dia 1 de desembre de 1960 després d'haver ingerit un tub de somnífers.